# 川俣しのぶ
川俣 しのぶ（かわまた しのぶ、1958年12月18日 - ）は、埼玉県出身の女優。オフィスPSC所属（以前はイイジマルーム所属）。身長157cm、体重47kg。埼玉県立飯能高等学校、多摩美術大学デザイン学科卒業。

## 人物・略歴
野田秀樹主宰の夢の遊眠社に参画。
特技はバレエ。

## 出演

### テレビドラマ

#### NHK
- 連続テレビ小説
  - あぐり（1997年） - 岩淵春子 役
  - 梅ちゃん先生（2012年） - 山下幸枝（第2内科婦長） 役
- 新・半七捕物帳 第9話「朝顔屋敷」（1997年） - お六 役
- ズッコケ三人組（1999年 - 2001年） - 八谷よね 役
- 茂七の事件簿 ふしぎ草紙（2001年） - おこん 役
  - 茂七の事件簿 新ふしぎ草紙（2002年） - おこん 役
- 腕におぼえあり3（1993年） - 小菊 役
- 生物彗星WoO（2006年）
- 時々迷々（2009年）
- 派遣のオスカル〜少女漫画に愛をこめて（2009年） - 中村晶子 役
- 子連れ信兵衛（2015年） - おかつ 役
- 夏目漱石の妻（2016年） - 女中・ヒサ 役
- PTAグランパ!（2017年） - 三好尚子 役
- テレビとはあついものなり〜放送70年TV創世記〜（2023年） - 歌番組の出演者 役

#### 日本テレビ
- 天使が消えた街（2000年）
- フレーフレー人生!（2001年）
- 本家のヨメ（2001年）
- レッツ・ゴー!永田町（2001年） - 内山
- すいか（2003年） - 亀井恵理 役
- 警視庁鑑識班2004（2004年） - 本城綾子 役
- たったひとつの恋（2006年） - 月丘家家政婦
- デカ 黒川鈴木（2012年） - 篠村千代子 役
- ドS刑事（2015年） - 大家
- 美食探偵 明智五郎（2020年） - 小早川紗英の母 役
- 火曜サスペンス劇場
  - 「朝比奈周平ミステリー」（1991年）
  - 「わが町」（1994年）
  - 「盲人探偵・松永礼太郎」（1997年）
  - 「弁護士・高林鮎子」（1999年）
  - 「箱根湯河原温泉交番」（2003 - 2005年） - 沼田勝子 役
  - 「刑事・鬼貫八郎16」（2004年） - 長谷川千明 役
  - 「だます女だまされる女8」（2005年）

#### TBS
- 花嫁人形は眠らない（1986年） - 影山教官 役
- パパはニュースキャスター（1987年）
- ママはアイドル（1987年）
- サザエ・ロード巡礼（1987年）
- パパは年中苦労する（1988年） - 友恵先生 役
- 3年B組金八先生
  - 第3シリーズ（1988年） - アパートの住人
  - 第4シリーズ 第16話（1996年） - 女店員
- スターライト・キッズ―新北斗七星伝説（1988年）
- ダブル・キッチン（1993年）
- 義務と演技（1996年）
- ウルトラシリーズ
  - ウルトラマンダイナ（1997年） - タケシの母 役
  - ウルトラマンコスモス（2001年） - 島津職員
- 天までとどけ 第7・8シリーズ（1998年 - 1999年） - 川上詩織 役
- 池袋ウエストゲートパーク（2000年） - 岩渕さん 役
- ハンドク!!!（2001年） - 財前の妻 役
- 松本清張特別企画・影の車（2001年） - 谷口朝子 役
- ドレミソラ（2002年）
- ダンシングライフ（2003年） - 赤沢則子 役
- 四谷くんと大塚くん/天才少年探偵登場の巻（2004年） - お手伝いのコンさん 役
- いのちの現場から（2004年） - 吉住篤子 役
- ケータイ刑事 銭形泪（2004年） - 丸子房江 役
- うちはステップファミリー（2005年） - 高見沢英子 役
- タイガー&ドラゴン（2005年） - 上方まるおの母 役
- 三代目のヨメ!（2008年） - 米田トキ 役
- 赤かぶ検事京都篇（2010年） - 桜田梅子 役
- ハンチョウ〜神南署安積班〜（2010年） - 向井登紀子 役
- 同窓生〜人は、三度、恋をする〜（2014年） -  藤崎さん 役
- コウノドリ（2017年） - 高山しのぶ 役
- メゾン・ド・ポリス（2019年） - 山崎翠 役
- 月曜ドラマスペシャル
  - 「早乙女千春の添乗報告書3」（1996年） - 鈴木久美子 役
  - 「早乙女千春の添乗報告書5」（1997年） - 中村京子 役
  - 「検視官江夏冬子2」（1998年） - 篠原看護師 役
  - 「早乙女千春の添乗報告書10」（2000年） - 田畑冨美子 役
  - 「おばさん会長・紫の犯罪清掃日記!ゴミは殺しを知っている2」（2001年） - 倉本清美 役
- 月曜ミステリー劇場
  - 「検察審査会 (テレビドラマ)」（2005年） - 川口雅代 役
- 月曜ゴールデン
  - 「緑川警部シリーズ」（2010年） - 真田和子 役
  - 「税務調査官・窓際太郎の事件簿22」（2011年） - 永田恵子 役
  - 「松本清張没後20年スペシャル・寒流」（2013年） - 矢島夫人 役
  - 「イソベン・里村タマミの事件簿2」（2013年） - 山口昌代 役
- まとわりつくオンナ - 五つの地獄編 第5話（2020年3月6日）

#### フジテレビ
- 世にも奇妙な物語
  - 「ボタン」（1991年8月1日）
  - 「チャネリング」（1991年12月5日）
- 成田離婚（1997年）
- タブロイド（1998年）
- ショムニ（1998年）
- 剣客商売（1998年） - おふじ 役
- 鬼平犯科帳
  - 第8シリーズ 第7話「同門対決」（1998年）
  - 鬼平犯科帳スペシャル 引き込み女（2008年） - お糸 役
- アフリカの夜（1999年）
- はるちゃん（2000年） - 仲居・幸恵
- ナースのお仕事（2000年） - 樋口多江 役
- お見合い結婚（2000年）
- ビギナー（2003年） - 売店のおばちゃん
- 劇団演技者。（2004年） - 橋本君子 役
- 大奥（2004年） - お登世 役
- 鬼嫁日記（2005年） - 井口紀子 役
- のだめカンタービレ（2006年） - 瀬川百合子 役
- 山おんな壁おんな（2007年）
- セレブと貧乏太郎（2008年）
- いじわるばあさん（2010年） - 山村洋子 役
- 銭の戦争（2015年） - 土田順子 役
- 花嫁のれん (2010年のテレビドラマ) 第4シリーズ（2015年） - 白山知寿子 役
- モンスター 第8話（2024年12月2日、関西テレビ） - 恵 役
- 金曜エンタテイメント
  - 「京都女優シリーズ」（1999 - 2004年） - 小池久美 役/桜井久美 役
  - 「昼下がり 社宅奥様探偵団2」（2001年） - 三浦緑 役
  - 「女マネージャー金子かおる 哀しみの事件簿1」（2002年） - 偽募金のおばさん
- 金曜プレステージ
  - 「赤い霊柩車シリーズ」（2007年） - 野口かな子 役
  - 「ひみつな奥さん」（2008年） - 森下夫人
  - 「検事・霞夕子」（2013年） - 小泉理恵子 役

#### テレビ朝日
- くどき屋ジョー（1989年）
- はぐれ刑事純情派
  - （1989年） - 吉村小百合 役
  - （2002年） - 殺人容疑者・藤本 役
  - （2003年） - 倉橋多喜子 役
- 土曜ワイド劇場
  - 「弁護士・今田一平」（1989年）
  - 「事件」（1996年） - 野村晴美 役
  - 「心室細動」（1998年） - 木下由美 役
  - 「警視庁女性捜査班」（2001年） - 住谷
  - 「タクシードライバーの推理日誌」（2002年）
  - 「法医学教室の事件ファイル」（2003年） - 村松克江 役
  - 「新・赤かぶ検事奮戦記」（2005年） - 小柳三千代 役
  - 「天才刑事・野呂盆六」（2011年） - 出川栄 役
  - 「棟居刑事シリーズ9」（2016年） - 吉川珠美 役
- 特捜ロボ ジャンパーソン（1993年） - カルーラ高島 役
- 京都潜入捜査官（1999年）
- プリズンホテル（1999年）
- 別れる2人の事件簿（2000年）
- つぐみへ…〜小さな命を忘れない〜（2000年）
- 科捜研の女
  - （2002年） - 房間和美 役
  - （2012年） - 久保由加里 役
  - （2016年） - 須田華枝 役
  - （2019年） - 松原英恵 役
- 仮面ライダーシリーズ
  - 仮面ライダー龍騎 (2002年)　- 竹内真理 役
  - 仮面ライダーW（2009年） - 杉下克子 役
- 忍風戦隊ハリケンジャー（2002 - 2003年） - 九十九かなえ 役
- ミステリー民俗学者 八雲樹（2004年） - 小池玲子 役
- 富豪刑事 第1シリーズ（2005年） - 日向栄子 役
- 女刑事みずき〜京都洛西署物語〜（2005年） - 近藤マキの母 役
- 着信アリ（2006年） - 九条
- モップガール（2007年） - 平松順子 役
- オトコの子育て（2007年）
- キミ犯人じゃないよね?（2008年） - 八百屋のおばさん
- パズル（2008年） - 権藤栄子 役
- 名探偵の掟（2009年） - 壁神千鶴子 役
- 崖っぷちのエリー〜この世でいちばん大事な「カネ」の話（2010年）
- 捜査地図の女（2012年） - 村井治子 役
- 相棒
  - season11 第15話「同窓会」（2013年2月13日） - 伊東佳奈子 役
  - season19 第3話「目利き」（2020年10月28日） - 三好由紀子 役
- 遺留捜査（2013年） - 林愛子 役
- 警部補 矢部謙三（2013年） - 綾小路秋絵 役
- 京都地検の女（2013年） - 望月ヒサ江 役
- 事件救命医2〜IMATの奇跡〜（2014年） - 松山八重 役
- 日曜プライム
  - 「庶務行員 多加賀主水が許さない3」（2019年） - 吉岡志津 役
- 特捜9 season6 第6話（2023年） - 三好杏 役
- ガラスの城 (松本清張)（2024年） -浅野絵未子 役

#### テレビ東京
- 怨み屋本舗（2007年）
- 李香蘭 (テレビドラマ)（2007年） - 厚見雅子 役
- 徳川風雲録 八代将軍吉宗（2008年） - 古津 役
- サギ師リリ子（2009年） - 三枝玉子 役
- 孤独のグルメ Season2 第10話 （2012年12月12日）- 黒髪母 役
- 信長燃ゆ（2016年） - 房子 役
- ドクター調査班〜医療事故の闇を暴け〜（2016年） - 水野真須美 役
- 女と愛とミステリー
  - 「いなか刑事・伊原泰三の退職捜査日誌3」（2002年）
  - 「不倫調査員・片山由美4」（2003年）
- 水曜ミステリー9
  - 「信濃のコロンボ事件ファイル」（2007年） - 宇野久子 役
  - 「決断」（2015年） - 金田正子 役
- 行列の女神〜らーめん才遊記〜（2020年） - 郷田秋江 役

#### WOWOW
- ママは昔パパだった（2009年）

### 映画
- 自由な女神たち（1987年、監督：久世光彦、松竹）
- ほんの5g（1988年、監督：太田圭、松竹）
- 良いオッパイ悪いオッパイ（1990年、監督：本多昌広、アルゴ企画）
- 病は気から 病院へ行こう2（1992年、監督：滝田洋二郎、東映）
- 東雲楼 女の乱（1994年、監督：関本郁夫、東映）
- 静かな生活（1995年、監督：伊丹十三、東宝）
- スーパーの女（1996年、監督：伊丹十三、東宝）
- 金色のクジラ（1996年、監督：大澤豊、東宝）
- HAPPY PEOPLE（1997年、監督：鈴木浩介） - 通行人 役
- すばらしき臨終（1997年、監督：大井利夫、東宝）
- 死国（1999年、監督：長崎俊一、東宝）
- 報復（1999年、監督：鈴木浩介、大映） - カンボジアン・ルーレットの出場者 役
- 釣りバカ日誌イレブン（2000年、監督：本木克英、松竹）
- 溺れる魚（2001年、監督：堤幸彦、東映） - 大田原信者 役
- ショコキ!（2001年、監督：マギー） - おばさん 役
- ピカ☆☆ンチ LIFE IS HARDだからHAPPY（2004年、監督：堤幸彦）
- それいけ!ゲートボールさくら組（2023年）

### ネットドラマ
- キキコミ（2007年） - ナカムラマユミ

### 舞台
- 京の螢火 (2017年、明治座) - 女中お峯役[1]